# Bas Nieuwe Weme
Bas Nieuwe Weme of Nieuweweme (Enschede, 7 mei 1972) is een Nederlands voormalig hockey-international. Hij speelde in totaal 28 officiële interlands voor de Nederlandse hockeyploeg en won met Amsterdam driemaal de landstitel in de Nederlandse hoofdklasse.

## DKS en EHV
Na een korte periode als voetballer bij het Enschedese EMOS volgde Nieuwe Weme zijn broer Rob en ging op zijn dertiende hockeyen bij DKS. Hij doorliep snel de eerste jeugdelftallen en debuteerde in het seizoen 1987/1988 als spits in DKS “Heren 1", waarin toen ook toekomstig resp. voormalig international Wouter van Pelt en Erik Pierik speelden.
Na twee seizoenen in het eerste elftal van DKS, verhuisde Nieuwe Weme samen met zijn voormalige DKS-coach Wil Dielis. naar EHV, de club waar zijn vader speelde.
In het eerste seizoen (1989/1990) werd het kampioenschap van de (eerste) klasse behaald en promotie naar de Overgangsklasse bereikt, toen het een na hoogste niveau. In het volgende seizoen degradeerde EHV uit de Overgangsklasse en vertrok Nieuwe Weme naar Amsterdam om Rechten te gaan studeren.

## Amsterdamsche Hockey & Bandy Club
Nieuwe Weme werd in 1991 lid van Amsterdam en speelde vanaf dat moment in totaal negen seizoenen in het eerste team, waarvan de laatste vier jaar als aanvoerder. Begonnen als linksachter, heeft Nieuwe Weme op bijna alle posities in het team gespeeld, zijn laatste seizoenen vooral als rechtsbuiten.
Hij werd met Amsterdam drie keer landskampioen, in 1994, in 1995 en in 1997.
In de daarmee gepaard gaande Europacup 1-toernooien won Nieuwe Weme met Amsterdam het Europees kampioenschap in 1996 en in 1998 en werd hij in 1995 tweede.
In 1999 won hij met Amsterdam de Europacup 2 en in 1996 de beker van de KNHB.

## Nederlandse hockeyploeg
Nieuwe Weme behaalde in 1993 in Barcelona de vierde plaats op het EK met Jong Oranje (U21), na een turbulente verloren halve finale tegen Jong Pakistan.
Het volgende seizoen werd hij geselecteerd voor het Nederlands elftal en speelde in totaal 28 interlands, een aantal dat mede beperkt bleef door de twee ernstige blessures die hij opliep. Hij maakte zijn debuut voor het Nederlands elftal op 4 juni 1994 in de oefeninterland Nederland-Nieuw-Zeeland (5-0). Zijn laatste interland speelde hij op 18 januari 1998 in en tegen Australië (3-3).
Hoogtepunt in zijn interlandcarrière was het winnen van de Champions Trophy in 1996 in Chennai, India.

## Blessures
Nieuwe Weme heeft twee ernstige knie-blessures opgelopen tijdens zijn hockeyperiode. De eerste liep hij op in 1995 in de hoofdklasse-wedstrijd tegen Oranje Zwart.
De tweede was met het Nederlands team in Australië in 1998. Het betekende ook het einde van zijn interlandcarrière, al herstelde hij nog wel zodanig om nog twee seizoenen met Amsterdam hoofdklasse te spelen.
Na zijn afstuderen in 2000 vertrok Nieuwe Weme voor zijn nieuwe werkgever naar Amerika, waar hij tot 2019 woonde en een enthousiast deelnemer van de New York City Marathon was.